# الطفل (مجلة)
الطفل هي مجلة أمريكية تربوية أسسها جاكي ليو وماريان سومرس في عام 1986 ونُشرت حتى عام 2007.

## التاريخ والملف الشخصي
نُشرت مجلة الطفل لأول مرة في أكتوبر عام 1986. بدأ نشر المجلة بشكل نصف شهري. دعم المجلة في الأصل بعض الناشرين الإيطاليين، ثم بيعت لمجموعة مجلة نيويورك تايمز في عام 1987. نشرت نيويرك تايمز المجلة حتى عام 1995 إلى جانب مجلاتها النسائية الأخرى، بما في ذلك مجلة دائرة العائلة قبل بيع العناوين إلى دار جرونر وجار. استحوذت شركة ميريديث على مجموعة جرونر وجار في عام 2005.
في فبراير 2000، أصبحت ميريام أروند رئيسة التحرير وأعادت نشر المجلة كمجلة تهتم بأسلوب حياة الأطفال.
ترعى المجلة بعض الأحداث الهامة، بما في ذلك جوائز بطل الأطفال السنوية (يشمل المكرمون في فعاليات الجوائز الدكتورة ماريون رايت إيدلمان، وجودي بلوم، وجيفري كندا، وويندي كوب)، وأسبوع الموضة للأطفال في مدينة نيويورك، وجوائز أفضل كتاب للأطفال، والتي فاز بها جولي أندروز، وموريس سينداك، وهيلاري نايت، وتومي دي باولا، وإريك كارل.
عندما حصلت شركة ميريديث على حقوق نشر المجلة في عام 2005، اخفض تقييم قاعدة البيانات الخاصة بالمجلة من 1,020,000 إلى 700000+. وفي عام 2007 ، أوقفت شركة ميريديث النسخة المطبوعة وغيّرت الموقع الإلكتروني للمجلة من Child.com إلى Parents. com، لتتماشى مع المواضيع المطروحة في مجلاتها الأخرى المتعلقة بالتربية مثل الرضيعع الأمريكي American Baby والوالدان Parents ودائرة العائلة Family Circle.